# Liz Cherhal
 (mai 2018).
Si vous disposez d'ouvrages ou d'articles de référence ou si vous connaissez des sites web de qualité traitant du thème abordé ici, merci de compléter l'article en donnant les références utiles à sa vérifiabilité et en les liant à la section « Notes et références ».
Pour les articles homonymes, voir Cherhal (homonymie).
Liz Cherhal, née Lise Cherhal, le 25 septembre 1982 à Châteaubriant, est une chanteuse, auteure-compositrice-interprète et multi-instrumentiste française. Elle a adopté le nom d'usage et d'artiste Lise Prat-Cherhal depuis 2021.

## Biographie

### Enfance et débuts
Liz Cherhal est la benjamine d’une famille de trois filles. L'une de ses deux sœurs est la chanteuse Jeanne Cherhal.
Fille d'un plombier et d'une institutrice, elle s'initie à la musique en prenant des cours de guitare classique à l'âge de 12 ans. Elle apprend également la flûte traversière et le piano.
À l'âge de 20 ans, par hasard, en passant chez une amie, elle essaie un accordéon et tombe sous le charme de l'instrument. Elle en joue au départ en autodidacte, principalement à l'oreille, puis se forme.
Après des débuts en tant que comédienne-chanteuse au sein de la compagnie « Le Théâtre Messidor », elle se tourne vers la chanson en créant le groupe Uztaglote.

### Uztaglote
Elle a été l'accordéoniste-chanteuse du groupe Uztaglote de 2003 à 2008.
C'est un groupe de chansons françaises humoristiques et théâtrales dans lequel elle joue avec Nicolas Berton et Olivier Touati.
Elle co-écrit l'ensemble des textes et des musiques avec Nicolas Berton.
Sans avoir aucune ambition professionnelle à cette époque - Liz Cherhal est à ce moment-là étudiante à la faculté de Nantes en sociologie -, le groupe a tout de même fait plus de 200 concerts en cinq ans et a assuré les premières parties de différents artistes (Tété, Thomas Dutronc, Paris Combo, Rose, Cali).
Le groupe se dissout en 2008 mais les membres restent très proches. Liz Cherhal et Nicolas Berton écrivent toujours ensemble actuellement pour leurs albums respectifs.

### Carrière solo
À l'arrêt du groupe en 2008, elle continue d'écrire et se produit sous son nom, Liz Cherhal, en transformant légèrement l'écriture de son prénom pour différencier la chanteuse de la personne.
Elle sort un premier album en 2011, Il est arrivé quelque chose (La Rue Dez'arts/L'autre distribution), un deuxième en 2015, Les Survivantes (Kalmia Productions/L'autre distribution) et un troisième en 2018 L'Alliance (Little Big Music/Sony).

#### Premier albumIl est arrivé quelque chose
En 2011, elle sort son premier album, Il est arrivé quelque chose et se distingue par les thèmes qu'elle aborde dans ses chansons (la folie, l'amour, la mort, le handicap, le deuil, le suicide).
Liz en a entièrement écrit et composé l'ensemble des chansons. Elle a également assuré seule la réalisation artistique de ce premier disque. Les prises de son et le mixage ont été faits par Jean-François Moreau.
Sa chanson La Caboche a été fortement saluée par les médias. Elle y décrit la vie d'un adulte handicapé, très conscient de ses différences et de sa place dans la société, qui préfère se « laisser tomber sur la faïence » plutôt que de continuer à vivre sa vie d'homme « différent ».
Elle est la coproductrice de cet album avec le label Kalmia Production.
La sortie de cet album est accompagnée par une longue tournée (2011-2014) de près de 200 dates. Elle est en trio sur scène, accompagnée par Morvan Part (contrebasse) et Nicolas Bonnet (Guitare). Le trio a parcouru la France entière et s'est fait connaitre outre Atlantique lors de deux tournées au Canada.
En 2012, elle remporte les bravos des professionnels au festival Alors Chante! de Montauban pour son concert, et reçoit la même semaine un coup de cœur de l'Académie Charles Cros pour son premier album Il est arrivé quelque chose. La même année, elle reçoit également le prix Jacques Brel au Festival de Vesoul.

#### Deuxième albumLes Survivantes
En février 2015, elle sort son deuxième album, intitulé Les Survivantes. Contrairement à son premier album, elle confie la réalisation de ce disque à Morvan Prat, qui a également composé cinq titres du disque. Jean-François Moreau assure les prises de son et le mixage.
Elle part en tournée en France, Belgique, Suisse et Canada.
Les thèmes évoqués sont très différents du premier album : les textes font beaucoup plus référence à sa vie personnelle, sa vie de femme. Les arrangements sont très actuels, pop et acidulés. Elle a présenté les chansons de ce nouvel album lors du festival d'Avignon 2014 puis en tournée au Canada.

#### Troisième albumL'Alliance
Pour ce troisième album, sorti en 2018, Liz Cherhal signe en maison de disque chez le label Little Big Music Sony. La réalisation est confiée à Morvan Prat.
Pour la tournée de L'Alliance, Liz Cherhal choisi de créer un concert sous une forme bilingue français/langue des signes. Sa tournée devient de ce fait accessible au public sourd et reçoit un très bon accueil de cette communauté. C'est ainsi un concert visuel et chorégraphié.

### Collaborations
En 2008, elle coécrit une chanson avec le chanteur Alexis HK, La maison Ronchonchon. Cette chanson figure sur l’album de ce dernier Les Affranchis, sorti en 2009. Elle fait également une apparition dans le clip de la chanson Les Affranchis aux côtés d’autres chanteurs.
En 2010, elle écrit avec Alexis HK, un conte musical, Ronchonchon et Compagnie. L'histoire se passe à La Grognardière, un village où tous les habitants passaient leur temps à râler. Jusqu'au jour où, au bout de la rue, a débarqué la famille Fonky. On y retrouve en tant qu'interprète : Loïc Lantoine, Juliette, Jehan et Laurent Deschamps.

### Vie privée
Liz Cherhal a un enfant avec le chanteur Alexis HK prénommé Tigran. Elle partage désormais la vie du musicien Morvan Prat.

## Engagements
Liz Cherhal s'engage régulièrement pour différentes causes.
En 2013, elle s'associe à sa sœur Jeanne Cherhal pour monter un concert dont les fonds ont été intégralement reversés à l'association "Un pas pour Clémence" qui vient en aide aux enfants atteints de myoténofasciotomie. Le concert se jouera à guichet fermé au théâtre de Verre de Châteaubriant, leur ville natale , le 20 octobre 2013.
Liz Cherhal dirige très régulièrement des ateliers d'écriture de chansons pour enfants et adultes ainsi que des ateliers chant et mise en scène. Elle intervient ainsi dans des écoles mais également dans le milieu carcéral.
En 2017, lors de sa Tournée Laboratoire, elle s'engage auprès de la Croix-Rouge en offrant un concert en duo aux résidentes du Centre maternel Saint-Luc de Nantes.
Sur son album L'Alliance, elle signe une chanson sur l'interruption volontaire de grossesse : Volontaire. Y figure également une chanson sur les violences conjugales envers les femmes, intitulée Sauvage. Cette chanson traite le sujet du point de vue de la victime. Si le texte de la chanson s'appuie sur différents récits de vie de victimes de violences conjugales, le refrain, « Je suis Sauvage, Je suis Lange », est une référence explicite aux parcours respectifs de Jacqueline Sauvage et Alexandra Lange.

## Discographie

### Seule

#### 2023: Les réalités
chez Kalmia Productions

### Albums en collaboration avec d'autres artistes
Avec Nicolas Berton : En 2014, elle co-écrit avec Nicolas Berton l'album Lila et les Pirates (Naïve Jeunesse)
Avec Alexis HK : En 2010, elle co-écrit avec Alexis HK le livre-disque Ronchonchon et Compagnie.

## Vidéo-clips
Ses clips sont réalisés par une société nantaise, Le Cercle Rouge.
- Les Heures en or : dans le clip de cette chanson sur l'infidélité, on voit un couple danser sur une place publique au cœur de Nantes, au milieu des passants. Ce couple est interprété par Liz Cherhal et Hervé Maigret, chorégraphe du vidéo-clip.
- M'entends-tu ? : dans cette vidéo, on voit Liz Cherhal sur une plage de Noirmoutier, fabriquant une œuvre à partir des éléments naturels présent sur cette plage.

## Distinctions
- Coup de Cœur de l'Académie Charles-Cros pour Il est arrivé quelque chose (2012)
- Bravos des professionnels[Quoi ?] à Montauban (Festival Alors... chante ! 2012)
- Premier Prix au festival Jacques Brel de Vesoul (2012)